# Gene Tierney
Pour les articles homonymes, voir Tierney.
 (février 2024).
Gene Tierney [ d͡ʒiːn ˈtɪɚni] est une actrice américaine née le 19 novembre 1920 à Brooklyn (New York) et morte le 6 novembre 1991 à Houston (Texas).
Son physique très fin aux pommettes saillantes, son allure retenue et ses yeux clairs sous une chevelure brune lui permettaient d'incarner la féminité la plus douce (Le ciel peut attendre, L'Aventure de madame Muir) ou la plus vénéneuse (Shanghai Gesture, Péché mortel).
Elle a tourné quatre fois sous la direction d'Otto Preminger, deux fois sous la direction de Joseph L. Mankiewicz, Henry Hathaway et William Wellman, ainsi qu'avec Ernst Lubitsch, Josef von Sternberg, Fritz Lang, John Ford, Rouben Mamoulian, Henry King, etc.
À partir des années 1940, Gene Tierney est marquée par une série d'épreuves familiales qui vont affecter le reste de sa carrière et de sa vie.

## Biographie

### Enfance et débuts
Fille d'Howard Sherwood Tierney, prospère courtier en assurances d'origine irlandaise, et de Belle Lavina Taylor, ancienne professeur de gymnastique, Gene Eliza Tierney est née à Brooklyn, New York. Elle est entourée d'un grand frère, Howard Sherwood "Butch" Tierney, Jr. et d'une petite sœur, Patricia "Pat" Tierney.
Gene Tierney étudie à la St. Margaret School de Waterbury et à la Unquowa School de Bridgeport dans le Connecticut. Night, son premier poème, est publié dans le journal de l'école, et l'écriture en vers sera un passe-temps occasionnel tout au long de sa vie. Elle passe alors deux ans en Europe, notamment pour étudier dans l'école privée de Brillantmont à Lausanne en Suisse, où elle apprend à parler couramment le français.
Elle retourne aux États-Unis en 1938, et s'inscrit à l'école de Miss Porter. En voyage sur la côte ouest, elle visite les studios de la Warner Bros., où elle est interpellée par Anatole Litvak ; ébloui par sa beauté, il lui conseille de devenir actrice (sa phrase exacte - "Mademoiselle, vous devriez faire du cinéma" - deviendra le titre français des mémoires de Gene). La Warner veut lui faire signer un contrat, mais ses parents la découragent en pointant le bas salaire de départ.
Son bal de débutante a lieu le 24 septembre, elle a dix-sept ans. Elle s'ennuie vite de la vie en société et décide de tenter une carrière d'actrice. Son père déclare « Si Gene doit être actrice, ce sera dans un théâtre convenable », aussi Gene est acceptée à l'American Academy of Dramatic Arts à New York. Parmi les autres talents notables de l'époque qui ont fréquenté ce conservatoire figurent Katharine Hepburn, Spencer Tracy, Grace Kelly et Lauren Bacall.

### Carrière à Broadway

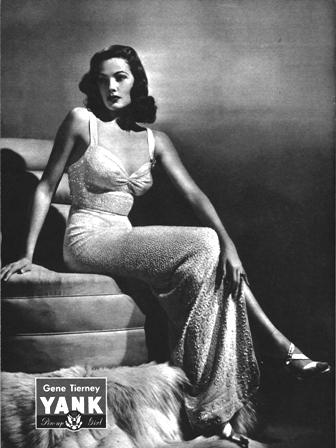
Gene Tierney dans le magazine Yank en mai 1945.

Pour son premier rôle à Broadway, Gene Tierney  porte un seau d'eau sur la scène de What a Life! (1938). Le critique du Variety écrit : « Miss Tierney est sans doute la plus jolie porteuse d'eau que j'aie jamais vue ! » À la même époque, elle est remarquée pour sa prestation dans la pièce The Primrose Path (1938). L'année suivante, elle joue le rôle de Molly O'Day dans la production Mrs. O'Brien Entertains (1939), qui lui vaut ce commentaire élogieux de Brooks Atkinson dans le New York Times :  « Miss Tierney  est rafraîchissante et d'une spontanéité désarmante ». Cette même année, elle interprète Peggy Carr dans Ring Two (1939) et recueille de bonnes impressions. Et le critique de théâtre Richard Watts déclare : « Je ne vois aucune raison pour laquelle Mrs. Tierney ne fasse pas une carrière théâtrale intéressante, au cas où le cinéma ne la kidnapperait pas. »
Le père de Gene Tierney monte la société Belle-Tier afin de promouvoir la carrière d'actrice de sa fille (il finira par lui voler tout son argent). En 1939, Columbia Pictures la prend sous contrat pour six mois. Elle rencontre le milliardaire Howard Hughes, qui tente en vain de la séduire, la fortune du producteur n'impressionne pas la jeune fille de bonne famille qu'elle est. Ils deviennent cependant des amis proches, et le resteront tout le long de leur vie. Un cadreur lui conseille de perdre un peu de poids en lui disant qu' « un visage fin est plus séduisant. » Elle commence alors un régime recommandé par le magazine Harper's Bazaar, qu'elle suivra durant vingt-cinq ans.
La Columbia Pictures ne lui trouvant aucun rôle, elle repart pour Broadway et incarne Patricia Stanley dans la pièce au succès critique et commercial, The Male Animal (1940). Brooks Atkinson écrit dans The New York Times : « Tierney resplendit dans la meilleure performance qu'elle ait jamais donnée. »  Elle devient ainsi la sensation de Broadway avant son vingtième anniversaire.
Entre ses apparitions sur scène, elle fait également du mannequinat, ses photos paraissent notamment dans Life, Harper's Bazaar, Vogue et Collier's Weekly.

### Carrière à Hollywood

#### Les rôles marquants

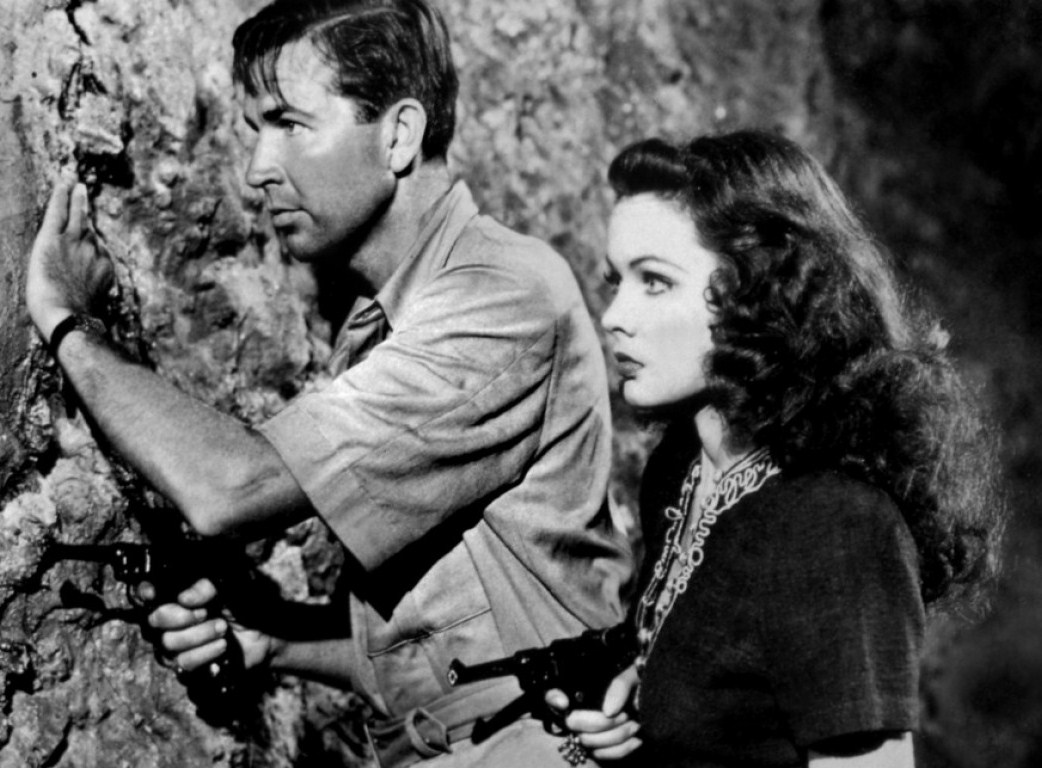
Gene Tierney et Bruce Cabot dans Crépuscule (1941).

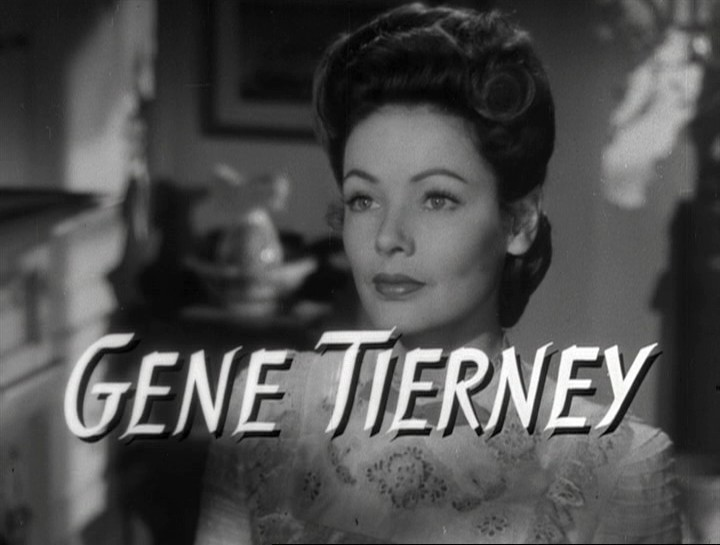
Gene Tierney dans L'Aventure de madame Muir (1947).

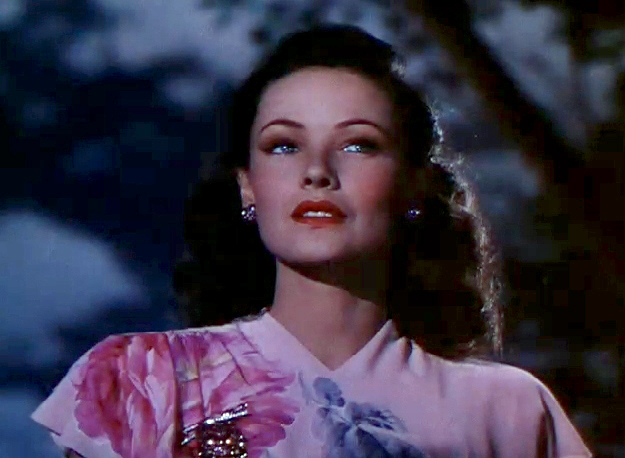
Gene Tierney dans Péché mortel (1945).

Finalement engagée par la Fox, Gene Tierney devient une des principales stars de la firme, qui compte également à l'époque des actrices comme Linda Darnell, Debra Paget (qui occupent des emplois exotiques semblables à ceux de Tierney), la flamboyante Maureen O'Hara, Jeanne Crain ou encore Anne Baxter.
Elle débute sous les auspices de Fritz Lang dans un western (Le Retour de Frank James) avec Henry Fonda, puis travaille avec John Ford et Henry Hathaway. Elle trouve son premier rôle important dans Shanghaï (1941) de Josef von Sternberg et devient la partenaire de Tyrone Power dans le film d'aventures Le Chevalier de la vengeance (1942). Malgré un personnage quelque peu en retrait, Le ciel peut attendre (1943), comédie fantastique d'Ernst Lubitsch, impose durablement sa beauté émouvante et distante à la fois ; durant le tournage, une forte dispute avec le réalisateur apprend à Lubitsch à la respecter. Juvénile et raffinée, elle peut incarner aussi un modèle américain idéal, comme Grace Kelly, autre star issue d'un milieu bourgeois, mais avec une fragilité supplémentaire.
C'est ensuite avec Otto Preminger qu'elle trouve, en 1944, son rôle le plus mythique : celui de Laura, dont le personnage, même onirique, obsède l'enquêteur du film incarné par Dana Andrews. Le réalisateur la dirige ensuite dans deux autres films noirs. Joseph Mankiewicz prend la relève avec Le Château du dragon (1946) et surtout L'Aventure de madame Muir (1947) face à Rex Harrison, une aventure sentimentale et fantastique qui donnera lieu à une série dans les années 1960. Tierney, au sommet de sa gloire, tourne avec Rouben Mamoulian, William Wellman, Henry King et Edmund Goulding. Sa composition de femme possessive et meurtrière dans Péché mortel (1945) lui vaut même une nomination à l'Oscar de la meilleure actrice.

#### Éclipse
Après 1950, sa carrière marque un peu le pas. Si son emploi sacrifié dans Les Forbans de la nuit, où elle est une présence quasi maternelle pour Richard Widmark, marque encore les esprits, ses essais dans la comédie - La Mère du marié (1951) de Mitchell Leisen et Sur la Riviera (1952) avec Danny Kaye - ne sont guère concluants. Elle continue cependant de travailler avec des réalisateurs importants : Jacques Tourneur, Clarence Brown, Delmer Daves, Edward Dmytryk, qui lui donnent pour partenaires Spencer Tracy, Clark Gable et Humphrey Bogart. Elle apparaît aussi dans un péplum, L'Égyptien, de Michael Curtiz, en rivale de Jean Simmons et Bella Darvi. Mais les grands rôles de Gene Tierney sont derrière elle, et ses problèmes personnels l'éloignent des studios.
Elle effectue son retour, ce sera sa dernière apparition notable, en 1962 grâce à son mentor Otto Preminger dans Tempête à Washington. Elle interprète encore quelques autres films. Par la suite, elle se contente de deux apparitions télévisées et se retire entre-temps avec son mari Howard Lee.

### Vie privée
Gene Tierney épouse le costumier et styliste Oleg Cassini, le 11 juillet 1941.
En juin 1943, alors enceinte de sa première fille, elle contracte la rubéole au cours de son unique visite à l'Hollywood Canteen. Daria naît prématurément, le 15 octobre 1943, à Washington, ne pesant qu'un kilogramme et demi et nécessitant une complète transfusion sanguine. Du fait de la rubéole de sa mère, Daria est également sourde, partiellement aveugle, et handicapée mentalement. Le désarroi de Tierney la mènera à des années de dépression, et semble avoir déclenché son trouble bipolaire . À cette époque, Howard Hughes, un vieil ami, veille à ce que Daria reçoive les meilleurs soins possibles, payant pour toutes les dépenses médicales. Tierney n'oubliera jamais la générosité de Hughes. Cet aspect douloureux de sa vie a partiellement inspiré la romancière Agatha Christie, qui a repris, dans son roman Le miroir se brisa, le thème de l'actrice célèbre anéantie au sommet de sa gloire par les conséquences tragiques de cette maladie. Ces faits sont évoqués presque à l'identique dans le roman, la tragédie de l'actrice ayant été médiatisée depuis des années.
Elle se sépare de Cassini, vivant mal l'état de sa fille handicapée. Pendant cette séparation, Tierney se lie à Tyrone Power avec qui elle partage l'affiche de Le Fil du rasoir (The Razor's Edge). Cette liaison prend fin au printemps 1946. La même année, pendant le tournage du Château du Dragon (Dragonwyck), elle rencontre le jeune John F. Kennedy en visite sur le plateau. Leur idylle s'achève l'année suivante lorsque Kennedy lui avoue qu'il ne pourrait jamais l'épouser du fait de ses ambitions politiques. Tierney se réconcilie alors avec Cassini, et ils ont une seconde fille, Christina « Tina », le 19 novembre 1948 ; ils divorcent tout de même le 28 février 1952.
Sa liaison sérieuse avec le prince Ali Khan prend fin lorsque le père de celui-ci, Aga Khan III, s'oppose formellement à leur mariage : en tant qu'autorité morale et religieuse, Ali Khan, déjà divorcé de Rita Hayworth, ne peut épouser deux stars de Hollywood. Internée une première fois de son propre chef, elle l'est à nouveau à la suite d'une intervention de la police qui la trouve au bord du 14e étage de son immeuble.
En 1958, elle rencontre le baron du pétrole texan W. Howard Lee, marié à Hedy Lamarr de 1953 à 1960. Tierney et Lee se marient à Aspen le 11 juillet 1960 et s'établissent à Houston. Elle aime la vie texane avec Lee et devient une joueuse experte de bridge. Après l'élection présidentielle de 1960, elle envoie à Kennedy un message de félicitations pour sa victoire, bien qu'elle ait ultérieurement admis avoir voté pour Richard Nixon, pensant qu'il ferait un meilleur président. En 1962, la 20th Century Fox annonce qu'elle jouera le premier rôle dans Les lauriers sont coupés (Return to Peyton Place), mais sa grossesse l'écarte du projet. Elle fait néanmoins une fausse couche.

### Mort
Le 17 février 1981, son mari Lee meurt d'une longue maladie. Gene Tierney meurt le 6 novembre 1991 à Houston, peu avant son 71e anniversaire, des suites d'un emphysème. Elle avait commencé à fumer après la projection de son premier film, pour rendre sa voix plus grave car, disait-elle, « ma voix était celle d'une Minnie en colère ». Elle fuma beaucoup, ce qui a pu contribuer à sa mort. Elle est enterrée aux côtés de son mari au cimetière Glenwood de Houston.
Elle n'a aucun lien de parenté avec l'acteur Lawrence Tierney ou l'actrice Maura Tierney.

## Filmographie

### Cinéma
| Année | Titre VF                     | Titre original                               | Réalisateur          | Distribution                              | Rôle                             |
| ----- | ---------------------------- | -------------------------------------------- | -------------------- | ----------------------------------------- | -------------------------------- |
| 1940  | Le Retour de Frank James     | The Return of Frank James                    | Fritz Lang           | Henry Fonda                               | Eleanor Stone                    |
| 1941  | Les Trappeurs de l'Hudson    | Hudson's Bay                                 | Irving Pichel        | Paul Muni Vincent Price                   | Barbara Hall                     |
| 1941  | La Route au tabac            | Tobacco Road                                 | John Ford            | Charley Grapewin Marjorie Rambeau         | Ellie May Lester                 |
| 1941  | La Reine des rebelles        | Belle Starr ou Belle Starr, the Bandit Queen | Irving Cummings      | Randolph Scott Dana Andrews               | Belle Shirley (Belle Starr)      |
| 1941  | Crépuscule                   | Sundown                                      | Henry Hathaway       | George Sanders Bruce Cabot                | Zia                              |
| 1941  | Shanghaï                     | The Shanghai Gesture                         | Josef von Sternberg  | Walter Huston Victor Mature               | Poppy Smith (Victoria Charteris) |
| 1942  | Le Chevalier de la vengeance | Son of Fury: The Story of Benjamin Blake     | John Cromwell        | Tyrone Power George Sanders               | Eve                              |
| 1942  | Qui perd gagne               | Rings on Her Fingers                         | Rouben Mamoulian     | Henry Fonda                               | Susan Miller (Linda Worthington) |
| 1942  | Pilotes de chasse            | Thunder Birds                                | William A. Wellman   | Preston Foster                            | Kay Saunders                     |
| 1942  | La Pagode en flammes         | China Girl                                   | Henry Hathaway       | George Montgomery                         | Miss Haoli Young                 |
| 1943  | Le ciel peut attendre        | Heaven Can Wait                              | Ernst Lubitsch       | Don Ameche                                | Martha Strabel Van Cleve         |
| 1944  | Laura                        | Laura                                        | Otto Preminger       | Dana Andrews Clifton Webb Vincent Price   | Laura Hunt                       |
| 1945  | Une cloche pour Adano        | A Bell for Adano                             | Henry King           | John Hodiak                               | Tina Tomasino                    |
| 1945  | Péché mortel                 | Leave Her to Heaven                          | John M. Stahl        | Cornel Wilde Jeanne Crain Vincent Price   | Ellen Berent                     |
| 1946  | Le Château du Dragon         | Dragonwyck                                   | Joseph L. Mankiewicz | Walter Huston Vincent Price               | Miranda Wells                    |
| 1946  | Le Fil du rasoir             | The Razor's Edge                             | Edmund Goulding      | Tyrone Power John Payne Anne Baxter       | Isabel Bradley                   |
| 1947  | L'Aventure de madame Muir    | The Ghost and Mrs Muir                       | Joseph L. Mankiewicz | Rex Harrison George Sanders               | Lucy Muir                        |
| 1948  | Le Rideau de fer             | The Iron Curtain                             | William A. Wellman   | Dana Andrews                              | Anna Gouzenko                    |
| 1948  | Scandale en première page    | That Wonderful Urge                          | Robert B. Sinclair   | Tyrone Power                              | Sara Farley                      |
| 1949  | Le Mystérieux docteur Korvo  | Whirlpool                                    | Otto Preminger       | Richard Conte José Ferrer                 | Ann Sutton                       |
| 1950  | Les Forbans de la nuit       | Night and the City                           | Jules Dassin         | Richard Widmark                           | Mary Bristol                     |
| 1950  | Mark Dixon, détective        | Where the Sidewalk Ends                      | Otto Preminger       | Dana Andrews                              | Morgan Taylor                    |
| 1951  | Close to My Heart            | Close to My Heart                            | William Keighley     | Ray Milland                               | Midge Sheridan                   |
| 1951  | La Mère du marié             | The Mating Season                            | Mitchell Leisen      | John Lund Miriam Hopkins Thelma Ritter    | Maggie Carleton McNulty          |
| 1951  | Sur la Riviera               | On the Riviera                               | Walter Lang          | Danny Kaye Corinne Calvet                 | Lili Duran                       |
| 1951  | L'Énigme du lac noir         | The Secret of Convict Lake                   | Michael Gordon       | Glenn Ford                                | Marcia Stoddard                  |
| 1952  | Le Gaucho                    | Way of a Gaucho                              | Jacques Tourneur     | Rory Calhoun                              | Teresa                           |
| 1952  | Capitaine sans loi           | Plymouth Adventure                           | Clarence Brown       | Spencer Tracy                             | Dorothy Bradford                 |
| 1953  | Ne me quitte jamais          | Never Let Me Go                              | Delmer Daves         | Clark Gable                               | Marya Lamarkina                  |
| 1953  | Une affaire troublante       | Personal Affair                              | Anthony Pelissier    | Leo Genn                                  | Kay Barlow                       |
| 1954  | L'Égyptien                   | The Egyptian                                 | Michael Curtiz       | Edmund Purdom Jean Simmons Victor Mature  | Baketamon                        |
| 1954  | La Veuve noire               | Black Widow                                  | Nunnally Johnson     | Ginger Rogers Van Heflin George Raft      | Iris Denver                      |
| 1955  | La Main gauche du Seigneur   | The Left Hand of God                         | Edward Dmytryk       | Humphrey Bogart                           | Anne Scott                       |
| 1962  | Tempête à Washington         | Advise and Consent                           | Otto Preminger       | Henry Fonda Charles Laughton              | Dolly Harrison                   |
| 1963  | Four Nights of the Full Moon | Las cuatro noches de la luna llena           | Sobey Martin         | Dan Dailey                                |                                  |
| 1963  | Le Tumulte                   | Toys in the Attic                            | George Roy Hill      | Dean Martin Geraldine Page Yvette Mimieux | Albertine Prine                  |
| 1964  | Trois filles à Madrid        | The Pleasure Seekers                         | Jean Negulesco       | Ann-Margret                               | Jane Barton                      |

### Télévision
| Année | Type            | Titre                     | Titre original           | Épisode                                     | Réalisateur    | Rôle               |
| ----- | --------------- | ------------------------- | ------------------------ | ------------------------------------------- | -------------- | ------------------ |
| 1960  | Série télévisée | General Electric Theater  | General Electric Theater | Journey to a Wedding (saison 9 épisode 7)   |                | Ellen Galloway     |
| 1969  | Série télévisée | Sur la piste du crime     | The F.B.I.               | Conspiracy of Silence (saison 4 épisode 23) | Jesse Hibbs    | Faye Simpson       |
| 1969  | Téléfilm        | Daughter of the Mind (en) | Daughter of the Mind     |                                             | Walter Grauman | Lenore Constable   |
| 1980  | Mini-série      | Scrupules                 | Scruples                 |                                             | Alan J. Levi   | Harriet Toppingham |

## Théâtre
| Année | Titre                   | Auteur(s)                    | Mise en scène  | Rôle             |
| ----- | ----------------------- | ---------------------------- | -------------- | ---------------- |
| 1938  | What a Life             | Clifford Goldsmith           | George Abbott  | Figurant         |
| 1939  | The Primrose Path       | Robert Buckner Walter Hart   | George Abbott  | Doublure         |
| 1939  | Mrs. O'Brien Entertains | Harry Madden                 | George Abbott  | Molly O'Day      |
| 1939  | Ring Two                | Gladys Hurlbut               | George Abbott  | Peggy Carr       |
| 1940  | The Male Animal         | James Thurber Elliott Nugent | Herman Shumlin | Patricia Stanley |

## Publication
Dans son autobiographie, Mademoiselle, vous devriez faire du cinéma (Self-Portrait, 1979), elle évoque simplement sa vie, sa carrière et ses souffrances mentales.

## Distinctions
- Gene Tierney a obtenu une étoile sur la célèbre « Promenade des célébrités » (Walk of Fame), à la hauteur du 6125, Hollywood Boulevard.[réf. souhaitée]
- Oscars 1946 : nomination à l'Oscar de la meilleure actrice pour Péché mortel.

## Hommage
Un coffret vidéo de Gene Tierney sort en 2019 chez Wild Side, qui comprend les films Les Forbans de la nuit, Mark Dixon, détective et Shanghai Gesture.
Étienne Daho lui consacre la chanson Poppy Gene Tierney sur l'album La notte, la notte en 1984.